# Liu Heizai
Liu Heizai (Chinees: 劉黑仔) (Dapengcheng-Dongbeicun, 1917 - Nanxiong, 1946) (jiaxiang: Guangdong, Shenzhen, Longgang, Dapeng, Dapengcheng) was een bekende en snelle schutter in het leger van de Chinese communisten en was sinds z'n twaalfde lid van de Communistische Partij van China. Hij heeft veel betekend voor de Anti-Japanse legers tijdens de Tweede Wereldoorlog. Er werd zelfs gezegd dat de Japanners al bang werden als ze de naam van Liu Heizai/Lauw Hak-Chai hoorden, want Liu Heizai was een zeer goede en ervaren schutter met de bijnaam "heilige schutter" 神枪手. Hij werkte in Kowloon en Hongkong-eiland. In 1946 werd hij door de Kwomintang vermoord in district Nanxiong 南雄县 tijdens de Chinese Burgeroorlog.